# Tiflološki muzej
Tiflološki muzej je specijalni muzej, a njegov naziv potječe od grčkih riječi typhlos (slijep) i logos (kazivanje, govor, misao, razum). On je javna državna ustanova koja prikuplja, čuva, proučava, dokumentira i komunicira materijalnu i nematerijalnu građu vezanu uz osobe s invaliditetom, s naglaskom na osobe oštećena vida.
Svojim djelovanjem nastoji upoznati društvenu zajednicu sa svijetom osoba oštećena vida te na taj način poticati harmonične i tolerantne odnose među ljudima, uvažavajući individualnost svake osobe. Muzej je mjesto u kojem se osobe s invaliditetom mogu aktivno uključiti u njegovo djelovanje, a istodobno društvenoj zajednici omogućuje da upozna život invalidnih osoba. Djelovat će kao mogući korektivni mehanizam u društvu tako da će svojom aktivnošću poticati zajednicu da ispravi i promijeni moguće negativne predodžbe o osobama s invaliditetom.
Svoje ciljeve ostvarit će komunicirajući s posjetiteljima i surađujući s muzejskim institucijama, srodnim ustanovama, udrugama, obrazovnim ustanovama - sa svima koji djeluju na području invalidnosti u zemlji i u inozemstvu.

## Povijest muzeja
Ideju o stvaranju Muzeja potaknuo je učitelj i tiflopedagog Vinko Bek, veliki borac za prava slijepih osoba, osnivač Zemaljskog zavoda za odgoj slijepe djece u Zagrebu te urednik prvih tifloloških časopisa. Godine 1888. započeo je sa sabiranjem predmeta za svoju privatnu zbirku koju je nazivao "Hrvatskim sljepačkim muzejom".
Iako je predmete svoje zbirke više puta učinio dostupnima javnosti, nije uspio ustrojiti muzej kojem je ipak postavio čvrste temelje. Prvi puta predmeti su bili izloženi u okviru "Sljepačkog odjela" 1891. g. na Jubilarnoj izložbi Hrvatsko-Slavonskog gospodarskog društva u Zagrebu, a potom i 1896. g. na Milenijskoj izložbi u Budimpešti. Katalog prve izložbe sadrži vrlo iscrpne informacije o svim izloženim predmetima, od kojih je dio i danas u vlasništvu Muzeja.
Prva čuvaonica sakupljenih predmeta bila je u Bukevju kraj Velike Gorice, u pučkoj školi u kojoj je Bek radio kao učitelj. S otvorenjem Zavoda za slijepe 1895. g., u kojem je Bek nekoliko godina obnašao poslove ravnatelja, predmeti su preseljeni u Zavod. Nakon njegova odlaska neki su predmeti ostali u Zavodu, a dio je Bek pohranio na svojim privatnim posjedima. Zbog seljenja Zavoda veći dio predmeta se nepovratno izgubio, dok je sve sačuvano uprava Zavoda ustupila za budući Muzej. Veliki broj predmeta iz Bekove ostavštine Muzeju su darovale njegova kći Marta Bek i unuka Bosiljka Durst Živković, s kojom Muzej i danas uspješno surađuje.
Tiflološki muzej otvoren je 1953. g. u Zagrebu, u Bosanskoj ulici 36, velikom zaslugom slijepog znanstvenika prof. dr. Franje Tonkovića i njegove supruge Danice. Na toj je lokaciji 1956. g. otvoren i prvi stalni postav.
Drugi stalni postav otvoren je 1959. g., nakon preseljenja u novu zgradu, tada u vlasništvu Saveza slijepih Jugoslavije, u Draškovićevoj ulici 80 u Zagrebu, u kojoj se Muzej i danas nalazi.
Treći stalni postav bio je otvoren za javnost 1976. g., a četvrti 24. siječnja 2008. g.

## Zbirke
- Zbirka predmeta specijalne edukacije i rehabilitacije – Zbirka predmeta najopsežnija je zbirka u sklopu fundusa Tiflološkog muzeja. Sadrži predmete vezane za određena područja odgoja, obrazovanja, rehabilitacije te svakodnevnog života osoba s invaliditetom, osobito osoba oštećena vida.
- Zbirka tiskovina na reljefnim pismima
- Donacija Wagner
- Zbirka likovnih radova – Uz slike i određeni broj skulptura akademskih kipara, najveći dio ove Zbirke sastoji se od radova samoukih slijepih kipara.
- Oftalmološka zbirka – Oftalmološku zbirku sačinjavaju oftalmološko-optički aparati i pomagala za dijagnostiku s kraja 19. i početka 20. stoljeća. Predmeti su bili dio inventara Očne klinike od osnutka Kraljevske sveučilišne oftalmološke klinike u Zagrebu.
- Zbirka fotografija – U Zbirci fotografija sakupljaju se, čuvaju, dokumentiraju, proučavaju i daju na uvid fotografije vezane uz svakodnevni život osoba oštećena vida.
- Zbirka arhivskog gradiva – Osnovna zadaća u okviru Zbirke arhivskog gradiva je sustavno prikupljanje, zaštita, stručna obrada i muzeološka prezentacija arhivskog gradiva različitog sadržaja iz područja povijesti skrbi o slabovidnim i slijepim osobama te o njihovu odgoju i obrazovanju.

## Vanjske poveznice
- Tiflološki muzej